# Virlog
Virlog je naselje u slovenskoj Općini Škofji Loki. Virlog se nalazi u pokrajini Gorenjskoj i statističkoj regiji Gorenjskoj. 

## Stanovništvo
Prema popisu stanovništva iz 2002. godine naselje je imalo 100 stanovnika.